# باب النوبي
باب النوبي من أبواب دار الخلافة العباسية في بغداد ويعرف بالباب الرابع، كما سمي بالنوبي، نسبة إلى الحاجب سعيد النوبي الذي كان يجلس عنده، ويعرف أيضاً بأسم باب العتبة، نسبة إلى العتبة التي يُقَبِّلها الرسل والامراء والملوك ورؤساء الحجاج إذا قدموا بغداد. وهذه العتبة عبارة عن اسطوانة من الرخام الابيض موضوعة امام الباب الداخلي، ولعل الخليفة الناصر لدين الله العباسي َدفَن تحتها صليباً من الذهب، وكان صلاح الدين الأيوبي غنمه، فأهداه له. وأمر الخليفة الناصر لدين الله بدفنه تحت باب النوبي، حسب رواية لسترنج نقلاً عن أبي شامة. وكان الخليفة المسترشد بالله قد أمر بإغلاق أبواب السور بالبناء عليها جميعاً، باستثناء باب النوبي، وذلك أيام حربه مع السلطان السلجوقي محمود بن محمد بن ملكشاه. كما أمر طغرل بك بحمل رأس البساسيري إلى دار الخلافة، فحمل إليها وصلب قبالة باب النوبي.